# Daniel Dziarmaga
Daniel Dziarmaga (ur. 30 września 1974 w Chorzowie, zm. 5 marca 2005 w Bestwinie) – piłkarz grający na pozycji pomocnika, reprezentant Polski juniorów.
Karierę rozpoczął w sezonie 1992/1993 w Ruchu Chorzów. Rozegrał wtedy tylko 1 mecz – był to jego oficjalny debiut w pierwszej drużynie chorzowskiego ruchu. W swoim rodzimym klubie spędził 5 kolejnych sezonów. W międzyczasie wypożyczony był do takich zespołów jak: Naprzód Rydułtowy (sezon 1996/1997) oraz CKS Czeladź (sezon 1997/1998). Następnie przeniósł się do II-ligowego zespołu Grunwald Ruda Śląska na jeden sezon, po czym rozpoczął grę w BBTS Bielsko-Biała (1999–2002). W rundzie wiosennej sezonu 2001/2002 powrócił do zespołu z Rudy Śląskiej. Wiosną 2002 rozpoczął grę w Koszarawie Żywiec. W sezonach 2003/2004 oraz 2004/2005 był grającym trenerem zespołu ligi okręgowej LKS Bestwina. Zginął 5 marca 2005 w płonącym samochodzie.